# Station Knurów
Station Knurów is een spoorwegstation in de Poolse plaats Knurów.